# Santiago Zubicoa
Santiago Zubicoa Bayón (Santa Cruz de Tenerife, España; 3 de marzo de 1947) es un exwaterpolista y exdirigente deportivo español.

## Biografía

### Trayectoria deportiva
Desarrolló su carrera en el equipo de waterpolo del Club Natació Barcelona. Ganó cinco Campeonatos de España (1965, 1967, 1968, 1969 y 1971) y cuatro ligas (1968, 1969, 1971, 1972). 
Fue internacional en 25 encuentros con la selección española, con la que participó en el Campeonato Europeo de 1966 y en los Juegos Olímpicos de México 1968.

### Como directivo
En 1978 se integró en la Real Federación Española de Natación como miembro de la comisión técnica de waterpolo. Fue también miembro de la junta directiva de la Federación Catalana de Natación, primero como tesorero (1996) y posteriormente como vicepresidente (1997-2006).

### Vida personal
Licenciado en Ciencias Económicas por la Universidad de Barcelona, desarrolló su carrera profesional en el mundo del marketing. Fue product manager en la multinacional Braun y ocupó puestos directivos en McCann Erickson, entre otras agencias de publicidad. En 1981 se casó con la nadadora olímpica Julia López-Zubero.

## Premios y reconocimientos
- Medalla de plata de servicios distinguidos de la Real Federación Española de Natación (1969)[5]